# 28894 Ryanchung
28894 Ryanchung este un asteroid din centura principală de asteroizi.

## Descriere
28894 Ryanchung este un asteroid din centura principală de asteroizi. A fost descoperit pe 5 iunie 2000 la Socorro, New Mexico, în cadrul proiectului LINEAR. Asteroidul prezintă o orbită caracterizată de o semiaxă mare de 2,48 ua, o excentricitate de 0,12 și o înclinație de 5,0° în raport cu ecliptica.